# Melissitus badachschanica
Melissitus badachschanica là một loài thực vật có hoa trong họ Đậu. Loài này được (Aphan.) S. Ikonnikov mô tả khoa học đầu tiên năm 1972.